# Adachiit
Das Mineral Adachiit ist ein extrem seltenes Ringsilikat aus der Turmalingruppe mit der idealisierten chemischen Zusammensetzung CaFe2+3Al6(Si5AlO18)(BO3)3(OH)3OH.
Anhand äußerer Kennzeichen ist Adachiit nicht von anderen, schwarzen, schorlomitischen oder feruvitischen Turmalinen zu unterscheiden. Sie kristallisieren mit trigonaler Symmetrie und bilden schwarze bis bläulich-violette, prismatische Kristalle von einigen Millimetern bis Zentimetern Größe. Im Dünnschliff erscheinen sie dunkelgrün, dunkelblau bis bräunlich gelb. Wie alle Minerale der Turmalingruppe sind sie pyroelektrisch und piezoelektrisch.
Adachiit ist bislang (2022) nur an seiner Typlokalität gefunden worden, der Kiura-Mine bei Saiki in der Präfektur Ōita in Japan.

## Etymologie und Geschichte
Bereits 1962 beschrieben M. J. Buerger und Mitarbeiter vom Massachusetts Institute of Technology einen Dravit aus De Kalb mit 0,42 Al auf der Siliziumposition. Ähnlich hohe Gehalte tetraedrischen Aluminiums (0,37 Al) dokumentierten Franklin F. Foit und Philip E. Rosenberg von der Washington State University 17 Jahre später in einem vanadiumreichen Turmalin.
Der Aluminiumeinbau in der Tetraederposition wird durch hohe Temperaturen begünstigt, und für Turmaline aus amphibolith- bis granulithfaziellen Gesteinen sind um 0,4 apfu (Atome pro Formeleinheit) Aluminium auf der Siliziumposition nicht ungewöhnlich.
In der 2011 von Darrell J. Henry und Mitarbeitern veröffentlichten Klassifikation der Turmaline werden die hohen Gehalte an tetraedrischem Aluminium erstmals mit den hypothetischen Endgliedern
- Na Al3 Al6(Si3Al3O18)(BO3)3(OH)3OH

sowie dessen Fluor-Äquivalent berücksichtigt. Den Ersatz von Silizium durch dreiwertige Kationen erklären sie mit der Tschermak-Substitution
- [T]Si4+ + [Y](Mg,Fe,Mn)2+ = [T]Al3+ + [Y]Al3+.[9]

Den ersten Turmalin, der nominell Aluminium auf der Tetraederposition enthält, das Tschermak-Äquivalent von Feruvit, wurde 2012 in Japan entdeckt und nach dem Amateurmineralogen Tomio Adachi benannt, der durch seine Führungen durch die örtlichen Mineralfundorte bekannt wurde.

## Klassifikation
In der strukturellen Klassifikation der IMA ist Adachiit das einzige anerkannte Mineral der Untergruppe 4 der Calcium-Gruppe in der Turmalinobergruppe.
Da Adachiit erst 2012 als eigenständiges Mineral beschrieben wurde, ist es in der seit 1977 veralteten 8. Auflage der Mineralsystematik nach Strunz nicht verzeichnet. Nur das Lapis-Mineralienverzeichnis nach Stefan Weiß, das sich aus Rücksicht auf private Sammler und institutionelle Sammlungen noch nach dieser alten Form der Systematik von Karl Hugo Strunz richtet, führt das Mineral unter der System- und Mineral-Nr. VIII/E.19-110. In der „Lapis-Systematik“ entspricht dies der Abteilung „Ringsilikate“, wo Adachiit zusammen mit Bosiit, Chromdravit (heute Chrom-Dravit), Chromo-Aluminopovondrait (heute Chromo-Alumino-Povondrait), Darrellhenryit, Dravit, Elbait, Feruvit, Fluor-Buergerit, Fluor-Dravit, Fluor-Elbait, Fluor-Liddicoatit, Fluor-Schörl, Fluor-Tsilaisit, Fluor-Uvit, Foitit, Lucchesiit, Luinait-(OH) (heute diskreditiert), Magnesiofoitit, Maruyamait, Oxy-Chromdravit (heute Oxy-Chrom-Dravit), Oxy-Dravit, Oxy-Foitit, Oxy-Schörl, Oxy-Vanadiumdravit (heute Oxy-Vanadium-Dravit), Rossmanit, Schörl, Olenit, Povondrait, Tsilaisit, Uvit, Vanadio-Oxy-Chromdravit (heute Vanadio-Oxy-Chrom-Dravit), Vanadio-Oxy-Dravit die „Turmalin-Gruppe“ (Stand 2018).
Die seit 2001 gültige und von der International Mineralogical Association (IMA) bis 2009 aktualisierte 9. Auflage der Strunz’schen Mineralsystematik kennt den Adachiit ebenso wenig, wie die vorwiegend im englischen Sprachraum gebräuchliche Systematik der Minerale nach Dana.

## Chemismus
Adachiit ist das Tschermak-Analog von Feruvit bzw. das Calcium-Aluminium-Analog von Schörl und hat die idealisierte Zusammensetzung [X]Ca[Y](Fe2+3)[Z]Al6[T](Si5Al O18)(BO3)3[V](OH)3[W]OH, wobei [X], [Y], [Z], [T], [V] und [W] die Positionen in der Turmalinstruktur sind. Für den Adachiit aus der Typlokalität wurde folgende empirische Zusammensetzung ermittelt:
- [X](Ca0,62Na0,28◻0,10) [Y](Fe2+1,58Al0,81Mg0,55Ti4+0,06) [Z](Al5,15Fe2+0,14Mg0,05) [[T](Si5,15Al0,85)O18](BO3)3 [V](OH)3 [W][(OH)0,56O0,44]

## Kristallstruktur
Adachiit kristallisiert mit trigonaler Symmetrie in der Raumgruppe R3m (Raumgruppen-Nr. 160) mit 3 Formeleinheiten pro Elementarzelle. Die Gitterparameter des natürlichen Mischkristalls aus der Typlokalität sind: a = 15,9290(2) Å, c = 7,1830(1) Å.
Die Kristallstruktur ist die von Turmalin. Die von 9 Sauerstoffen umgebene X-Position enthält Calcium, die oktaedrisch koordinierte [Y]-Position ist vollständig mit zweiwertigen Kationen, überwiegend Eisen (Fe2+), besetzt und die kleinere, ebenfalls oktaedrisch koordinierte [Z]-Position enthält Aluminium (Al3+). Die tetraedrisch koordinierte [T]-Position ist gemischt besetzt mit 5 Silizium (Si4+) und einem Aluminium und die [W]-Anionenposition ist mit einem OH−-Ion besetzt.

## Bildung und Fundorte
Die Typlokalität und einziges bekanntes Vorkommen (Stand 2022) ist die Kiura-Mine bei Saiki, eine Schmirgellagerstätte in der Präfektur Ōita in Japan. Diese metamorphen Laterite bestehen vorwiegend aus Korund und Hercynit und enthalten seltene Minerale wie Sadanagait, Baddeleyit, Zirkonolith und Calzirtit. Durchzogen wird der Schmirgel von hydrothermalen Gängen, die neben Margarit, Chloriten und Diaspor auch prismatische Turmalinkristalle von bis zu 2 cm Länge führen. Die Turmaline sind zoniert mit Schörl-reichen Kern und Adachiit-reichen Randbereichen.